# آسک، ولز
آسک (به انگلیسی: Usk) یک شهرک در ولز است که در مونموت‌شر واقع شده‌است. آسک ۲٬۸۳۴ نفر جمعیت دارد.

## خواهرخوانده
شهر گرابن-نویدورف خواهرخواندهٔ آسک، ولز هست.

## نگارخانه

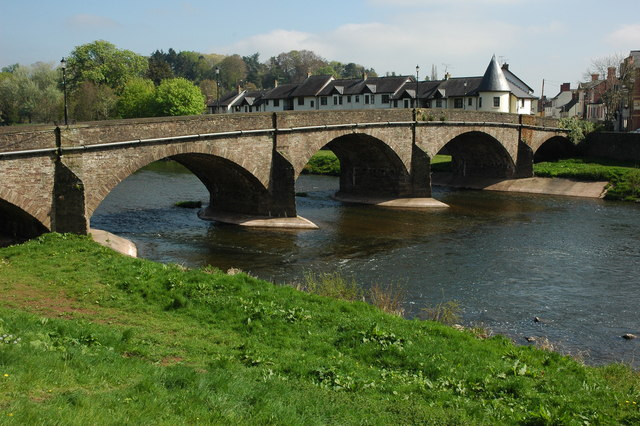
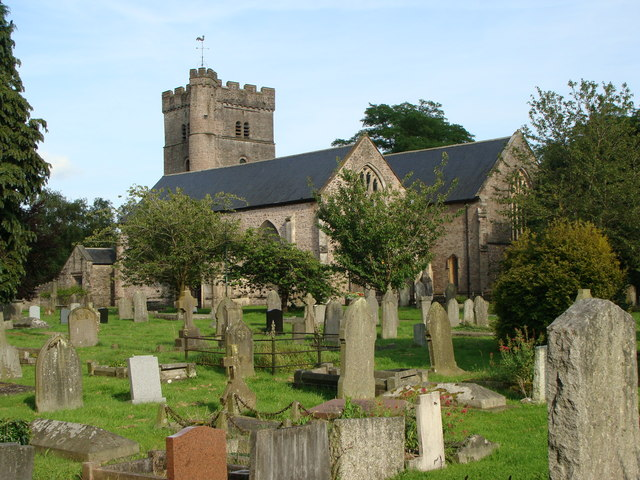
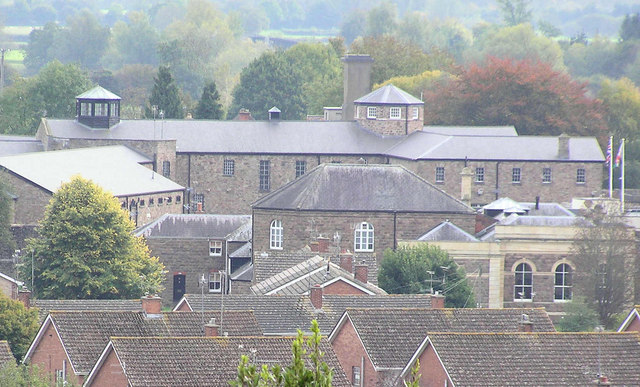
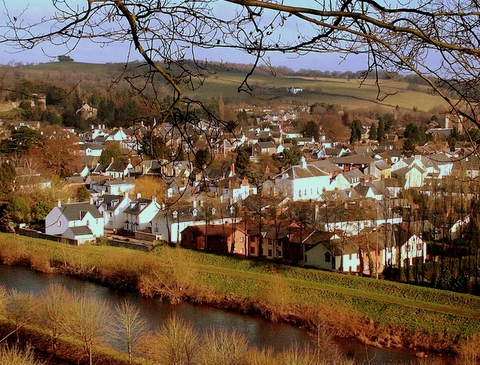
General view of the town
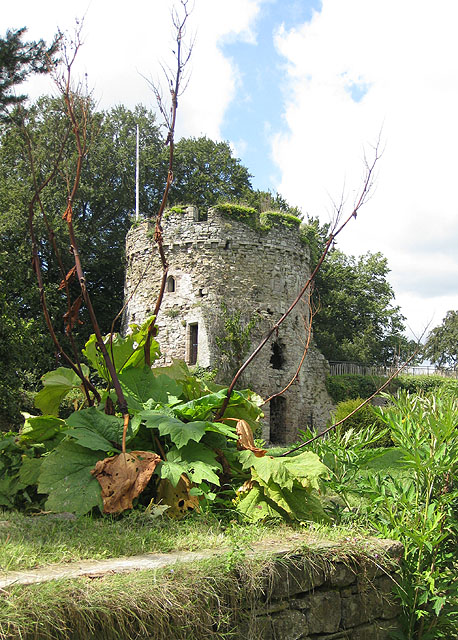
Tower of Usk Castle
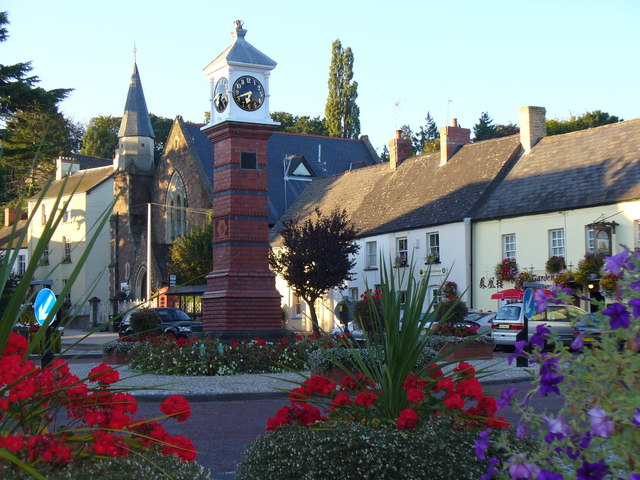
Twyn Square during the Britain In Bloom competition, 2007
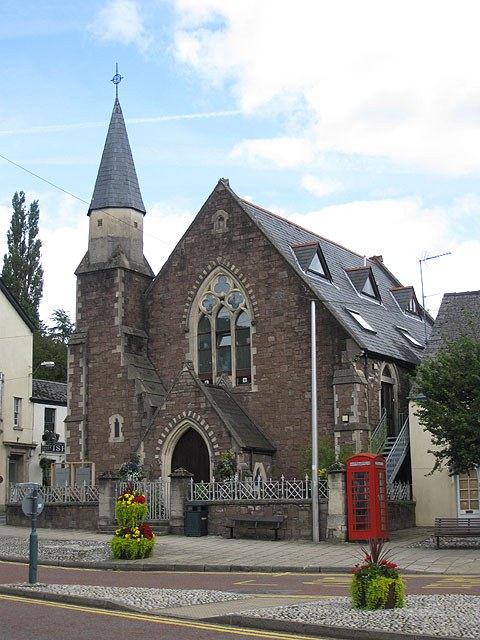
Former Congregational chapel, now used as a commercial art gallery
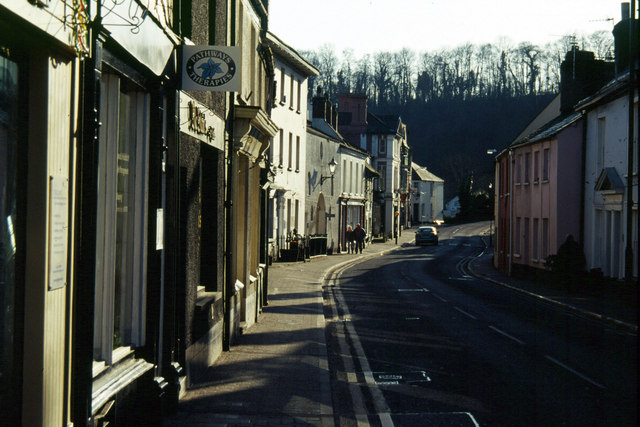
View westwards along Bridge Street
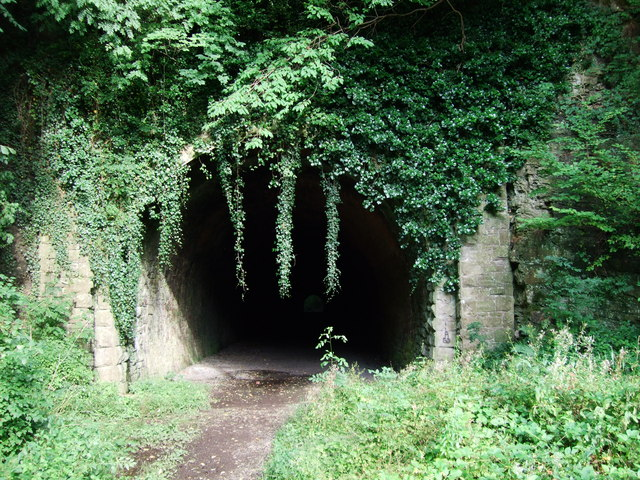
Usk railway tunnel
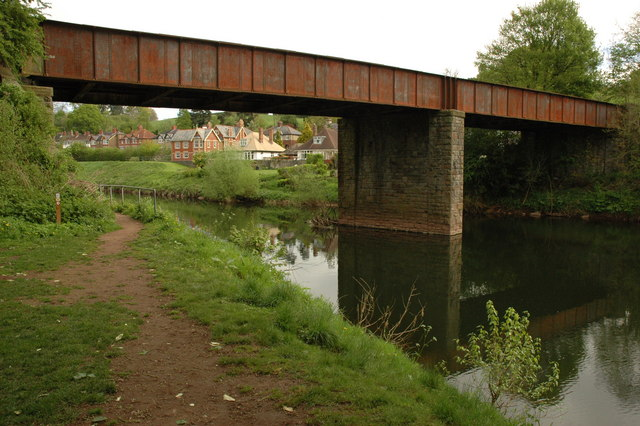
Disused railway bridge at Usk